# Libertina
Libertina (łac. Diocesis Libertinensis) – stolica historycznej diecezji w Cesarstwie rzymskim w prowincji Afryka Prokonsularna, sufragania metropolii Kartagina. Współcześnie w Tunezji. Obecnie katolickie biskupstwo tytularne.

## Biskupi tytularni
| Lp. | Biskup               | Funkcja                                         | Od                  | Do               |
| --- | -------------------- | ----------------------------------------------- | ------------------- | ---------------- |
| 1   | Justin Simonds       | emerytowany arcybiskup Melbourne (Australia)    | 13 kwietnia 1967    | 3 listopada 1967 |
| 2   | Martin Joseph Neylon | wikariusz apostoslki Karolinów i Wysp Marshalla | 2 października 1969 | 3 maja 1979      |
| 3   | Amando Samo          | biskup pomocniczy Karolinów i Wysp Marshalla    | 10 maja 1987        | 3 lutego 1994    |
| 4   | Andreas Laun         | biskup pomocniczy Salzburga (Austria)           | 25 stycznia 1995    | 31 grudnia 2024  |